# Humuya

Localização do departamento Comayagua em Honduras

Humuya é uma cidade hondurenha do departamento de Comayagua.